# Amtsgericht Bentschen
Das Amtsgericht Bentschen war ein preußisches Amtsgericht mit Sitz in Bentschen (Provinz Posen).

## Geschichte
Das königlich preußische Amtsgericht Bentschen wurde mit Wirkung zum 1. Oktober 1879 als eines von acht Amtsgerichten im Bezirk des Landgerichtes Meseritz im Bezirk des Oberlandesgerichtes Posen gebildet. Der Sitz des Gerichtes war Bentschen. Sein Gerichtsbezirk umfasste aus dem Kreis Bomst den Stadtbezirk Bomst und die Gemeindebezirke Belencin, Godziszewo, Groß Groitzig, Klein Groitzig, Köbnitz, Marianowo, Zakrzewo aus dem Polizeidistrikt Hammer und die Gemeindebezirke Neu-Kramzig, Groß Posemuckel, Klein Posemuckel aus dem Polizeidistrikt Unruhstadt. Weiterhin umfasste er aus dem Kreis Meseritz den Stadtbezirk Bentschen und den Polizeidistrikt Bentschen und aus dem Polizeidistrikt Tirschtiegel die Gemeindebezirke Amtskaßner Hauland, Bohlen, Deutschhöhe, Großdammer, Lentschen, Luben Hauland, Naßlettel, Rogsen und Ziegelscheune. Am Gericht bestanden 1880 zwei Richterstellen. Das Amtsgericht war damit ein mittelgroßes Amtsgericht im Landgerichtsbezirk. Gerichtstage wurden in stBomst gehalten. Im Jahre 1888 wurde das Amtsgericht Tirschtiegel gebildet und erhielt vom Amtsgericht Bentschen die Gemeinden Amtslaßner, Deutschhöhe, Lentschen, Lubenhauland mit Lubenvorwerk, Helowski und Papiermühle und Ziegelscheune mit Schwarzlug aus dem Polizeidistrikt Tirschtiegel dem neuen Amtsgericht zugewiesen. Der Amtsgerichtsbezirk kam aufgrund des Versailler Vertrages 1919 zu Polen, und das Amtsgericht stellte seine Arbeit ein. Der bisher zum Amtsgericht Bentschen gehörende Teil des Kreises Meseritz wurde dem Amtsgericht Meseritz zugeordnet, der bisher zum Amtsgericht Bentschen gehörende Teil des Kreises Bomst dem Amtsgericht Unruhstadt. Diese Änderungen traten zum 1. Januar 1920 in Kraft. Im Jahre 1939 wurde Polen deutsch besetzt. Im Rahmen der Neuorganisation der Gerichte in Ostdeutschland und im ehemaligen Polen wurden das Amtsgericht Bentschen neu gebildet, nun aber dem Landgericht Posen zugeordnet.
Im Jahre 1945 wurde der Amtsgerichtsbezirk unter polnische Verwaltung gestellt, und die deutschen Einwohner wurden vertrieben. Damit endete auch die Geschichte des Amtsgerichtes Bentschen.